# Suzanne Cesbron-Viseur
Pour les articles homonymes, voir Cesbron et Viseur (homonymie).
Suzanne Cesbron-Viseur est une cantatrice (soprano) et professeur de chant française, née le 24 mai 1879 à Paris (17e) et morte le 23 août 1967 à Seilhan (Haute-Garonne).

## Biographie
Fille du peintre Achille Cesbron (1849-1913), elle étudia le chant au Conservatoire de Paris où elle suivit les cours de Pauline Viardot. Elle y obtint les premiers prix de chant et de solfège en 1900, puis les premiers prix d'opéra et d'opéra-comique en 1901.
Elle débuta à l'Opéra-Comique en 1902 et à l'Opéra de Paris en 1923. Ses talents de soprano furent particulièrement remarqués dans son interprétation de Grisélidis de Jules Massenet, compositeur dont elle fut une des cantatrices de prédilection. De cet auteur, elle chanta aussi Manon, Le Cid, le rôle de Charlotte dans Werther, Thaïs ainsi que Sapho.
Elle interpréta également La Carmélite de Reynaldo Hahn, Le Roi d'Ys, Le Cor fleuri (création), Louise, Tosca, La Vie de bohème, Hamlet, Lohengrin, Tannhauser, Pelléas et Melisande, Madame Butterfly, Roméo et Juliette, Les Contes d'Hoffmann, Faust, Les Huguenots et le rôle de Pamina dans La Flûte enchantée.
Elle chanta en tournée à Bruxelles, Alger, Tunis et dans les grandes salles de province (Bordeaux, Nice, etc.). Elle épousa en 1918 le musicien et chef d'orchestre Georges Viseur.
Elle fut nommée professeur de chant au Conservatoire en 1927, et y eut pour élèves les plus célèbres Irène Joachim et Régine Crespin. Germaine Lubin se perfectionna également auprès d'elle alors qu'elles étaient collègues dans la troupe de l'Opéra de Paris.
Les enregistrements de certaines de ses interprétations (notamment l'aria de Sapho de Massenet, captée en 1929) existent dans la collection Les Introuvables du Chant Français.